# 1005 Arago
1005 Arago är en asteroid i huvudbältet som upptäcktes den 5 september 1923 av den ryske astronomen Sergej Beljavskij vid Simeizobservatoriet på Krim. Dess preliminära beteckning var 1923 OT. Den blev sedan namngiven efter den matematikern François Arago.
Aragos senaste periheliepassage skedde den 29 januari 2020. Dess rotationstid har bestämts till 8,78 timmar.